# Saint-Jean-de-Niost
Saint-Jean-de-Niost es una comuna francesa del departamento de Ain, en la región de Auvernia-Ródano-Alpes.

## Demografía
| 575 | 491 | 490 | 265 | 248 | 369 | 490 | 810 | 1 082 | 1 306 | 1 427 |
| Para los censos de 1962 a 1999 la población legal corresponde a la población sin duplicidades (Fuente: INSEE [Consultar]) |     |     |     |     |     |     |     |       |       |       |